# Wish (アニメ制作会社)
有限会社Wish（ウィッシュ、英: Wish Co., Ltd.）は、日本のアニメ制作会社。

## 概要
1980年に開設された日本サンライズの仕上げ部門が1987年の組織改変に伴い独立し、発足した仕上スタジオである有限会社エムアイがその前身である。2005年には、エムアイより現在の代表取締役（当時は取締役）である佐々木尚子が独立し、東京都練馬区に創立。同年にエムアイとの間に営業譲渡契約を果たし、仕上・作画業務の全てを譲り受けて現在に至る。現在、数多くの仕上げグロス請けをし、仕上業務では国内大手のスタジオである。
2009年、『メタルファイト ベイブレード』で初のグロス請けを行った。多くの作品の場合、「Wish」「WISH」「wish」とクレジットされる。

## 関連人物

### 作画部
- 竹内進二
- 三宅和男
- 佐々木洋平

- 今岡大
- 青木あさ子
- 広岡歳仁

- 蛯名秀和
- 竹内順子
- 中村和久

### 仕上部
- 佐藤美由紀
- 菊地和子
- 手嶋明美
- 平出真弓

- 宇都宮百合子
- 長尾朱美
- 伊藤敦子
- 井上あきこ

- 加瀬結起
- 中尾総子
- 岡本ひろみ
- 古河寿子

- 小川さよ子
- 角野江美
- 後藤ゆかり
- 上村貴子

- 袴田純子
- 村上智美
- 笠森美代子
- 滝川ひかる